# Nguyen Thanh Binh
Nguyen Thanh Binh est un peintre de scènes de genre, de portraits, peintre à la gouache dans le style occidental, vietnamien du XXe siècle, né en 1954 à Hanoï (région du Tonkin).

## Biographie
Nguyen Thanh Binh sort diplômé de l'École des Beaux-Arts de Hanoï en 1972, et il poursuit ses études à l'Institut des Beaux-Arts de Hô-Chi-Minh-Ville, obtenant son diplôme en 1983.
Il figure depuis 1985 dans des expositions nationales et internationales, dont : en 1991, exposition Reflets du Viêt Nam, Paris ; en 1993, exposition Viêt Nam-Singapour New Space ; 1996 l'exposition Viêt Nam. 30 ans de peinture de la guerre à la paix, Paris.
Il peint, dans des tonalités chatoyantes, des enfants et des jeunes filles dont les visages ne sont pas individualisés, les bouches et les nez sont imperceptibles, les regards tranquilles.
Parmi ses œuvres, on mentionne : Peuple Meo 1993, Petite fille des montagnes 1994, Jour de marché 1995.